# Peter Lindegaard (godsejer)
 Der er flere personer med dette navn, se Peter Lindegaard.
Peter Salomon Lindegaard (16. september 1832 på gården Eskelund i Gislev – 7. juli 1916) var en dansk godsejer og hofjægermester.
Han var søn af etatsråd og godsejer til Lykkesholm Otto Lindegaard og Frederikke Christiane Ramshart. I 1875 arvede han herregården Lykkesholm på Fyn, som han i 1913 solgte til et konsortium. 1870 tilbagekøbte han sin fødegård Eskelund, som han solgte i 1914 for 176.000 kr. til forpagter Aug. Thomsen. 18. april 1896 blev han Ridder af Dannebrog og senere blev han hofjægermester.
28. oktober 1857 ægtede han i Herrested Kirke Annette Louise Frederikke Crone (6. januar 1834 i Odense - 14. februar 1913 på Lykkesholm), datter af David Eberhard Crone (1786-1843) og Friderika Caspare Briand de Crèvecoeur (1793-1866).